# Urocitellus armatus
Urocitellus armatus е вид гризач от семейство Катерицови (Sciuridae). Възникнал е преди около 0,0117 млн. години по времето на периода кватернер. Видът не е застрашен от изчезване.

## Разпространение
Разпространен е в САЩ (Айдахо, Монтана, Уайоминг и Юта).

## Описание
На дължина достигат до 22 cm, а теглото им е около 306,5 g.
Продължителността им на живот е около 5 години.